# HANABI (いきものがかりの曲)
「HANABI」（ハナビ）は、いきものがかりの楽曲。自身の2作目のシングルとして、エピックレコードジャパンからCDシングル・デジタル・ダウンロードで2006年5月31日に発売された。

## 概要
前作「SAKURA」から約2か月半ぶりに発売された2006年第2弾シングル。前作のロングヒットも手伝ってオリコンチャート初登場5位を記録し、シングル・アルバム通じて初のTOP10入りを果たした。

## 収録曲
1. HANABI（4:24）
  - 作詞・作曲：水野良樹 / 編曲：江口亮

テレビ東京系アニメ『BLEACH』エンディングテーマ（2006年4月4日 - 6月20日放送分）。
初のアニメタイアップ曲で、前作「SAKURA」とは正反対のアップテンポな曲となっている。
PVは殆どがCGアニメーション合成で制作されている。
2. 甘い苦い時間（5:21）
  - 作詞・作曲：山下穂尊 / 編曲：齋藤勇二
3. 木綿のハンカチーフ（4:00）
  - 作詞：松本隆 / 作曲：筒美京平 / 編曲：湯浅篤

1975年に発売された太田裕美の楽曲「木綿のハンカチーフ」のカバー。
4. HANABI -instrumental-

## 収録アルバム
- 桜咲く街物語（#1）
- BLEACH THE BEST（#1）

「HANABI」はシングルA面曲ではあるが、いきものがかりのベスト・アルバムには一切収録されていない（2021年現在）。